# Hotan
Khotan o Hotan (en uigur: خوتەن/Hotǝn; en xinès: 和田; en pinyin: Hétián, antic xinès simplificat: 和阗; antic tradicional xinès: 和闐; antic pinyin: Hétián) és una ciutat i oasi de la prefectura del mateix nom, de la que és capital. Té una població de 114.000 habitants i es troba al sud-oest de la regió autònoma de Xinjiang Uigur, a la conca del Tarim, al nord de les muntanyes Kunlun (Kouen-louen) i al sud-est de Yarkand. El xinesos l'anomenaven abans 于窴 (pinyin: Yutian) i els exploradors europeus al segle xix li deien Ilchi.
La seva població és de 114.000 habitants (2006). L'activitat principal és agrícola. Depèn dels rius Karakash i Yurungkash (Jade Negre i Jade Blanc, respectivament) per al subministrament d'aigua, ja que es troba propera a l'extrem sud-est del desert de Taklamakan. Avui dia, el Yurungkash proporciona l'aigua de reg a la ciutat i a l'oasi.

## Història
El Regne de Khotan ja existia al segle iii aC i va continuar sovint sota dependència exterior, fins al segle x. Vers el 982, va caure en mans dels turcs karakhànides després d'un setge. Sembla que la conquesta fou obra de Yusuf Kadir Khan, però la data és discutida; sembla que fou a l'entorn del 1106, però que alguns retarden fins vers el 1013. Kadir Khan Yusuf va governar a Khotan i després -vers 1013 o 1020- a Kaixgar, succeint a Tughan Khan (que regnava abans del 1008 i fins vers el 1013 com a molt aviat i el 1020 a tot tardar), unificant el kanat la capital del qual va establir a Uzkend el 1026, i va agafar el nom de Yusuf Nasr al-Dawla Malik al-Mashrik wa'l-Sin; va morir el 1032 segons Ibn al-Athir. La zona fou turquitzada i islamitzada i Khotan ja no va recuperar la independència. El 1040, Gardizi diu que estava en mans dels turcs oghuz (sota sobirania karakhanida) i els seus habitants eren budistes, però al nord de la ciutat hi havia un cementiri musulmà, cosa que indica que l'islam ja estava present, i a la ciutat hi ha dues esglésies nestorianes.
El 1165, va passar als kara-kitai. Al final d'aquest estat, ja sota l'usurpador Kutchlug, l'esposa d'aquest, que era filla del gurkhan kara-kitai i budista fanàtica, quan el seu marit es va barallar amb el xa de Coràsmia (1211-1213), el va instigar a perseguir els musulmans i especialment Khotan. Segons Djuwayni, va perseguir els musulmans i va fer clavar en creu l'imam Ala al-Din Khotani a la porta de la seva madrassa. Tot i aquest martiri, no fou recordat ni consta la seva tomba.
El 1218, Genguis Kan va decidir enviar contra Kutchlug el general Djebé ('fletxa'), amb 20.000 soldats. En principi, fou enviat per protegir Almaligh, però quan hi va arribar ja Kutchlug s'havia retirat cap a la Kashgària. Balasagun i totes les ciutats de l'actual regió de Semirechie van obrir les portes al general mongol. Djebé es va dirigir a Kashgària, on la població musulmana el va acollir com a alliberador. Djebé va impedir el pillatge amb amenaces de càstigs severs i fou saludat com una benedicció. Kutchlug va fugir cap al Pamir, però fou atrapat i mort a la vora del riu Sariq-qol. Així, tot el Turkestan oriental i el país de l'Ili, Issik Kul, riu Txu i Talas va passar a Genguis Kan, i a l'imperi dels xa de Coràsmias, que va esdevenir terra de frontera, una frontera que era també religiosa, ja que del costat mongol quedaven els pobles nestorians, budistes i xamanistes, i només la Kashgària era de religió musulmana (encara que de cultura turca).
Ogodei va confiar el govern del territori a les ribes de l'Amudarià fins a Khitay a Mahmud Yalavač i al seu fill Masud Beg, incloent-hi Transoxiana, Turquestan, Otrar, el país Uigur, Khotan, Kaixgar, Djend, Coràsmia i Ferganà. Masud i va governar almenys fins a la mort de Mongke el 1259, i llavors en la guerra entre Kubilai Khan i el seu germà petit Arik Boga, un cosí, el txagatai Aluqu o Alugu es va apoderar de tot el govern de Masud Beg. Aquest va reclamar a Arik Boga, que li va donar plens poder per expulsar Aluqu, però finalment s'hi va aliar. Aluqu va morir vers 1266 i abans ja havia estat eliminat Arik Boga. Kubilai va investir, llavors, un altre txagatai de nom Barak, però es va haver de sotmetre al cap de poc a Kaidu Khan, net d'Ogodei. Finalment, es va establir un equilibri entre Kubilai i Qaydu. El 1270, quan Marco Polo va passar per Khotan, diu que estava sota autoritat de Kubilai, mentre Yarkand depenia de Qaydu.
Tot i pertànyer a un poder superior, apareixen esmentats alguns sultans de Khotan i, en concret, uns versos dedicats a Munmish Tegin, segurament de la dinastia uigur de Turfan amb poder a Khotan. Sobirans txagatais hi apareixen als segles xvi i xvii i el 1666 hauria passat a Kaixgar, que fou governada pels khoges i va eliminar els txagatais. Vers el 1760, es van haver de sotmetre als dzungars (djungars o dungars), que foren tributaris de la Xina. El 1864, es van revoltar els dungans (1864-1875) amb Khabib'ullah Chodja (1864-1873) i Niyaz Beg (1873-1875), i després Muhammad Yakub Beg (1875-1877). A la seva mort, els manxús van recuperar el control que, tot i amb dificultats, van exercir fins al 1911, i després va estar en mans dels senyors locals republicans. Després de la guerra civil, va passar als comunistes i fou inclosa a la regió autònoma de Xinjiang Uigur.